# Макіївське «Городище»
Макіївське «Городище» — заповідне урочище місцевого значення. Об'єкт розташований на території Черкаського району Черкаської області, в адмінмежах Ротмістрівської сільської громади.
Площа — 24 га, статус отриманий у 2007 році.